# 甲骨文OpenWorld

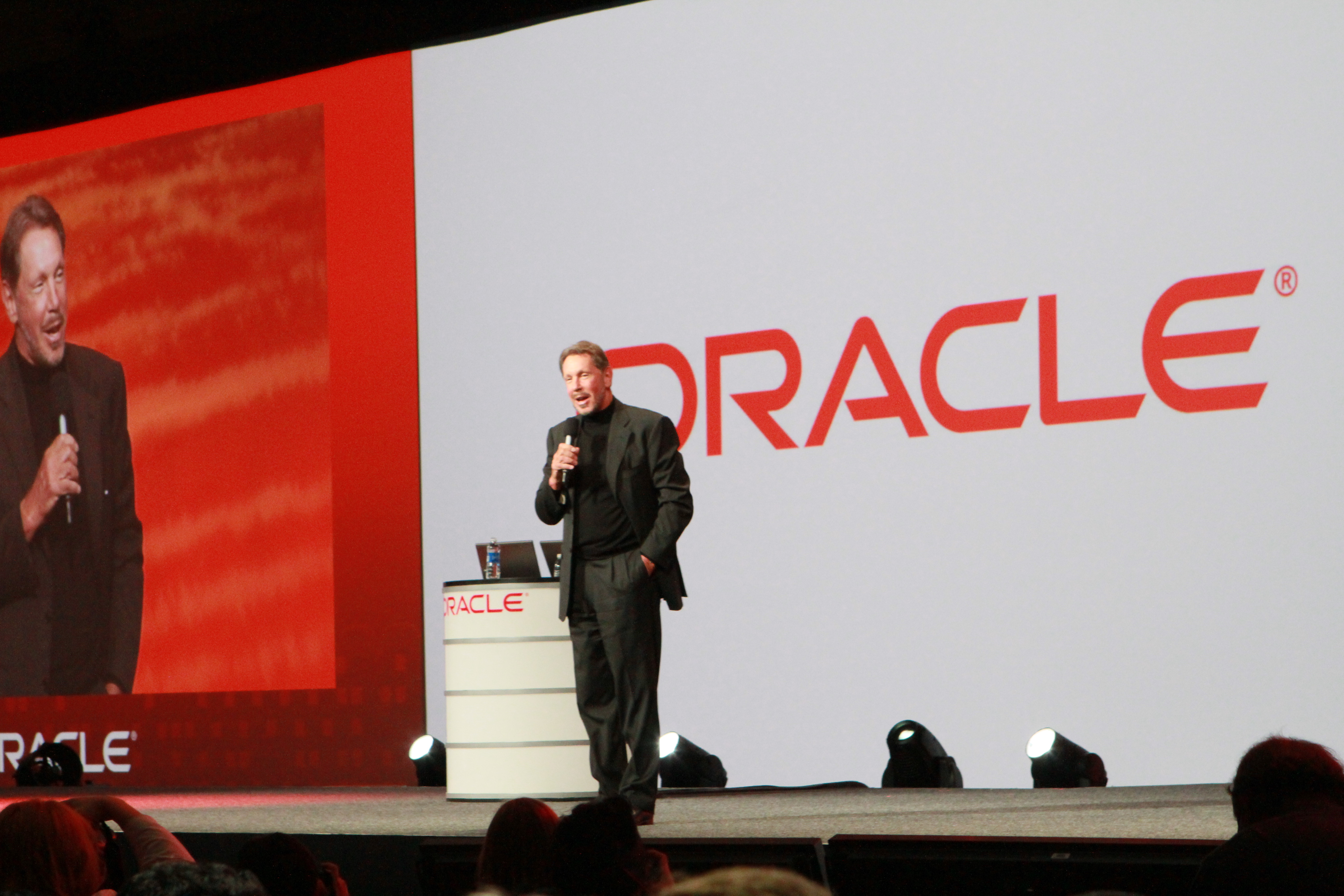
甲骨文CEO拉里·埃里森在2010年甲骨文OpenWorld旧金山大会上发表演讲

甲骨文OpenWorld是每年甲骨文为商业决策者、IT管理者、和商业终端客户等所举办的活动。，往往9月份在美国加利福尼亚州、旧金山、巴西圣保罗和中国上海举办。对于甲骨文客户和技术人员来说，这是世界上规模最大的会议。2009年甲骨文OpenWorld旧金山大会吸引了超过37,000入会者。

## 参照
1. ↑  Culverwell, Wendy. . Sustainable Business Oregon. September 20, 2010  [2013-07-21]. （原始内容存档于2013-08-01）.